# ميت أندرسن
ميت أندرسن هي دراجة دنماركية، ولدت في 9 يناير 1974.

## وصلات خارجية
- ميت أندرسن على موقع أرشيف الدراجات (الإنجليزية)
- ميت أندرسن على موقع إحصائيات الدراجات الإحترافية (الإنجليزية)
- ميت أندرسن على موقع نسبة الدراجات (الإنجليزية)
- ميت أندرسن على موقع اللجنة الأولمبية الدولية (الإنجليزية)
- ميت أندرسن على موقع أوليمبيديا (الإنجليزية)